# Encarsia pergandiella
Encarsia pergandiella is een vliesvleugelig insect uit de familie Aphelinidae. De wetenschappelijke naam is voor het eerst geldig gepubliceerd in 1907 door Howard.